# Кунторовка
Кунторовка (бел. Кунтараўка) — деревня в Радужском сельсовете Ветковского района Гомельской области Белоруссии.

## География

### Расположение
В 11 км на северо-запад от Ветки, 13 км от Гомеля, 10 км от железнодорожной станции Костюковка (на линии Жлобин — Гомель).

## Транспортная сеть
Рядом автодорога Даниловичи — Ветка. Планировка состоит из 2 параллельных между собой улиц, ориентированных с юго-запада на северо-восток и соединенных 2 переулками. Застройка двусторонняя, деревянная, усадебного типа.

## История
По письменным источникам известна с XVIII века как селение в Гомельском старостве Речицкого повета Минского воеводства Великого княжества Литовского. После 1-го раздела Речи Посполитой (1772 год) в составе Российской империи. В 1785 году во владении помещика И.Козлова. В ревизских материалах 1884 года упомянута как деревня в Ветковской волости Гомельского уезда Могилёвской губернии. С начала 1880-х годов действовал хлебозапасный магазин. Согласно переписи 1897 года располагались: часовня, 2 хлебозапасных магазина, 2 ветряные мельницы. В 1909 году 1238 десятины земли, школа, мельница.
С 8 декабря 1926 года до 30 декабря 1927 года центр Кунторовского сельсовета Ветковского района Гомельского округа. В 1929 году создан колхоз «Красный боец». Во время Великой Отечественной войны оккупанты сожгли 30 дворов. На фронтах погибли 155 жителей. В 1959 году в составе колхоза «Радуга» (центр — деревня Радуга). Размещены начальная школа, клуб, фельдшерско-акушерский пункт. Родина

## Население

### Численность
- 2004 год — 48 хозяйств, 100 жителей

### Динамика
- 1897 год — 114 дворов, 748 жителей (согласно переписи)
- 1909 год — 122 двора
- 1959 год — 425 жителей (согласно переписи)
- 2004 год — 48 хозяйств, 100 жителей

## Известные уроженцы
- Аксёнов Александр Никифорович — государственный деятель, генерал-майор
- Мухин Василий Филиппович — Герой Советского Союза